# Девета димензија
Удружење стрип аутора и обожавалаца стрипа Републике Српске „Девета димензија“ је удружење грађана које окупља професионалне цртаче, сценаристе, публицисте и љубитеље стрипа у Републици Српској. Основни циљеви су промовисање девете умјетности (стрипа) у Републици Српској и шире путем разних активности, промоција стрипа Републике Српске у окружењу, Европи и свијету, учешће и помагање у акцијама сличних организација младих или организација које се боре за развој спорта, очување животне средине, против употребе стимулативних средстава и сл. путем рекламних памфлета на бази стрипа, едукација младих путем школа стрипа, организовање изложби стрипа, илустрације и карикатуре и др, сарадња са стрипаџијама из региона организовање изложби, салона, школа стрипа, као и објављивање стрип публикација. Удружење је основано 2011. године. Сједиште му је у Бањој Луци. Удружење броји око 200 чланова.

## Парабелум
Удружење "Девета димензија" је у априлу 2011. покренуло и објавило први број стрип магазина „Парабелум (Parabellum)“. Ово је уједно и билтен удружења.  У магазину се објављују стрипови и текстови стрип аутора из Републике Српске и окружења. Такође циљ часописа је промоција младих стрип аутора. До сада је изашло девет бројева. Уредник магазина је познати стрип аутор Предраг Иконић, алијас Пеђа Славни. Редакцију часописа чине Зоран Пејић, Дејан Шијук, Милан Младић, Здравко Кнежевић, Дејан Шкипина и Предраг Иконић. Од деветог броја издвојена је рубрика "PARABELLUM јуниор" која је била саставни дио магазина и покренута је као посебан стрип магазин за дјецу. Уредник је Здравко Кнежевић - Кнез, а магазин је у потпуности илустрован младим ауторима којии тек улазе у свијет девете умјетности.

## Дјелатности

### Издања
Удружење је до сада објавило:
2011.
- Парабелум #1 (магазин), април 2011. стр. 140.
- Парабелум #2 (магазин), 2011. стр. 228.

2012.
- Парабелум #3 (магазин), 2012. стр. 252.

2013.
- Парабелум #4 (магазин), 2013. стр. 232.

2014.
- 1300 кадрова (интеграл) Жељко Пахек, 2014. стр. 216.
- Парабелум #5 (магазин), 2014. стр. 270.

2015.
- Блек. Градоначелник Малог Рима (стрип), сценарио: Миодраг Миша Милановић; цртеж: Радич Миша Мијатовић; 2015. стр. 100..
- Wunderwaffen #1 (интеграл), сценарио: Ришар Д. Нолан; цртеж: Милорад Вицановић Маза; 2015. стр. 112.
- Сарајевски атентат (стрип албум), 2015. стр. 146.
- Nedođij@.com сценарио: Лазар Одановић цртеж: Драган Лазаревић колор: Божидар Милојковић 2015. стр. 180.
- Парабелум #6 (магазин), 2015. стр. 250.

2017.
- Опструкције (стрип); цртеж: Милорад Вицановић; сценарио: Вес Струдевант; 2017. стр. 120.
- Wunderwaffen #2 (интеграл), сценарио: Ришар Д. Нолан; цртеж: Милорад Вицановић Маза; 2017. стр. 100.
- Парабелум #7 (магазин), 2017. стр. 238..
- Carthago adventures: Čipkeve, (стрип) сценарио: Christophe Bec; цртеж: Max Von Fafner; 2017. стр. 62.

2018.
- Мртвацима улаз забрањен (роман), аутор: Ненад Брикси; 2018.  978-99976-39-26-4.
- Рембоов шешир (стрип), сценарио и цртеж: Кристијан Страбони; 2018.  978-99976-39-30-1. стр. 80.
- Last hope #1 (стрип), сценарио и цртеж: Срђан Врањеш; 2018. стр. 210.
- Last hope #2 (стрип), сценарио и цртеж: Срђан Врањеш; 2018. стр. 210.
- Wunderwaffen #3 (интеграл), сценарио: Ришар Д. Нолан; цртеж: Милорад Вицановић Маза; 2018.  978-99976-39-40-0. стр. 148.
- Тимоти Тачер: Мртвацима улаз забрањен (стрип), сценарио: Ненад Брикси; цртеж: Вјеко Ивезић; 2018. стр. 124.
- Парабелум #8 (магазин)* Парабелум #1 (магазин), 2011. стр. 140.
- Стриповјетке: по мотивима Петра Кочића (стрип), цртеж: Предраг Иконић и Милан Младић; 2018.  978-99976-27-24-7. стр. 60. Објављено у сарадњи са Народном и универзитетском библиотеком Републике Српске. Преведено на француски, грчки, енглески, руски и њемачки језик.
- Понори зла (стрип), сценарио и цртеж: Јован Братић; 2018. стр. 205.

2019.
- Luftballons, (интеграл) сценарио: Жан Пјер Пеко; цртеж: Милорад Вицановић Маза; колор: Жан Пол Фернандез; 2019.  978-99976-39-86-8. стр. 180.
- Охрабрења, сценарио и цртеж: Александар Зограф; 2019.  978-99976-39-81-3. стр. 100.
- Давид и ја, сценарио и цртеж: Миро Млађеновић; 2019. стр. 214.
- Парабелум #9 (магазин), 2019. стр. 300.
- Парабелум јуниор #9 (магазин), 2019. стр. 52.

2020.
- Стриповјетке: по мотивима Петра Кочића (стрип), цртеж: Предраг Иконић и Милан Младић; 2020.  978-99976-27-40-7. Објављено у сарадњи са Народном и универзитетском библиотеком Републике Српске. Двојезично издање (српски и италијански)
- Бањалука у путописима, записима и легендама, аутор: Мато Џаја 2020.  978-99976-52-06-5.
- Џејсон Брајс (интеграл) цртеж: Милан Јовановић; сценарио: Алкант; колор: Себастијан Жерар 2020.  978-99976-52-12-6. стр. 184.

2021.
- Добродошли на Косово (стрип), сценарио: Симона Могавино и Никола Мирковић; цртеж: Ђузепе Кватрочи; колор: Хозе-Луис Рио и Салваторе Беваква 2021.  978-99976-52-31-7. стр. 70.
- Добрица и Кића (интеграл), Андре Франкен 2021.  978-99976-52-38-6. стр. 262.
- Глуво доба (стрип), 2021.  978-99976-52-41-6.
- Мали албум 1: Aequilibria (стрип), 2021. стр. 40.
- Мали албум 2: Приче из словенске шуме (стрип), 2021.  977-223-3011-00-9 неважећи . стр. 48.
- Стриповјетке: по мотивима Алексе Шантића, цртеж: Предраг Иконић и Милан Младић; 2021.  978-99976-27-50-6.
- Ага : према истинитој причи (стрип), цртеж: Минас Халефом 2021.  978-99976-52-70-6. стр. 154.
- Мали принц, аутор: Антоан де Сент Егзипери; илустрације: Борислав Маљеновић; 2021.  978-99976-52-77-5.
- Трагови, аутор: Ли Куенву; 2021.  978-99976-52-81-2. стр. 224.
- Тетовирани облаци (стрип), цртеж: Јован Братић и Горан Лојпур; 2021.  978-99976-52-78-2. стр. 80.

2022.
- Стивенсон, унутрашњи пират, сценарио: Родолф; цртеж: Рене Фоле; 2022.  978-99976-59-35-4. стр. 71.
- Море је било мирно, сценарио: Тања Ступар Трифуновић; цртеж: Татјана Видојевић; 2022.  978-99976-59-35-4. стр. 85.
- Змија под ледом (интеграл), сценарио: Франк Жиру; цртеж: Милан Јовановић; 2022.  978-99976-59-23-1. стр. 183.
- Барут и сабља, сценарио и цртеж: Јован Братић; 2022.  978-99976-59-37-8. стр. 311.
- Стриповјетке: по мотивима Петра Кочића (стрип), цртеж: Предраг Иконић и Милан Младић; 2022.  978-99976-27-60-5. стр. 77. Објављено у сарадњи са Народном и универзитетском библиотеком Републике Српске. Двојезично издање (српски и енглески)
- The Reaper и друге приче; сценарио: Вилсон Виера; цртеж: Фред Маседо, Даниел Брандао, Анђело Ронсале, Алан Голдман, Алојзио де Кастро, Алберто Песоа, Кајман Мореира и Вилсон Виеира; 2022.  978-99976-59-36-1. стр. 122.

2023.
- Глуво доба : приче страве из старе вјере, 2. издање; сценарио: Нинослав Митровић, цртеж: Предраг Иконић, Јован Братић, Здравко Кнежевић, Горан Лојпур, Милан Младић, Ана Каран, Сабахудин Мурановић, Борислав Маљеновић и Срђан Врањеш;2023.  978-99976-59-51-4. стр. 307.
- Ралф Кендал : револвер за пријатеља (1. том), Артуро дел Кастиљо, 2023.  978-99976-59-88-0. стр. 196.
- Стриповјетке: по мотивима Петра Кочића (стрип), цртеж: Предраг Иконић и Милан Младић; 2023.  978-99976-15-03-9. стр. 78.; Двојезично издање (српски и кинески)
- Стриповјетке: по мотивима Петра Кочића (стрип), цртеж: Предраг Иконић и Милан Младић; 2023.  978-99976-59-87-3. стр. 78.; Двојезично издање (српски и грчки)

2024.
- Ралф Кендал : тројица из Колорада (2. том), Артуро дел Кастиљо, 2024.  978-99976-15-23-7. стр. 196.
- Казати : себична муза, Вана Винчи, 2024.  978-99976-15-52-7. стр. 83.
- Члан II, Јиржи Шимачек и Јан Ластомирски, 2024.  978-99976-15-41-1. стр. 139.

2025.
- Споменко, прича о једном дјетињству, сценарио: Никола Видачковић и цртеж: Предраг Иконић, 2025.  978-99976-03-12-8. стр. 97.

- Насловна страна стрипа Luftballons Милорада Вицановића Мазе
- Насловна страна стрип часописа Parabellum. Аутор насловне стране је Горски
- Насловна страна стрипа Давид и ја, аутора Мире Млађеновића